# ITF Cordenons
Das ITF Cordenons ist ein Tennisturnier der ITF Women’s World Tennis Tour, das in Cordenons ausgetragen wird. Veranstaltungsort des Turniers ist der Eurosporting Cordenons.

## Namen
Offizielle Namen der Turniere bis heute:
- 2016: ITF Cordenons Tennis Cup
- 2017–2018: Friuli Venezia Giulia Tennis Cup
- 2019–2021: Acqua Dolomia Serena Wines Tennis Cup Internazionali del Friuli Venezia Giulia
- 2022–: Serena Wines Tennis Cup Internazionali del Friuli Venezia Giulia

## Siegerliste

### Einzel
| Jahr | Kategorie | Belag           | Siegerin            | Finalgegnerin             | Ergebnis      |
| ---- | --------- | --------------- | ------------------- | ------------------------- | ------------- |
| 2016 | $10.000   | Teppich (Halle) | Laura-Ioana Andrei  | Laura Schaeder            | 6:4, 6:2      |
| 2017 | $15.000   | Sand (Halle)    | Anastasia Grymalska | Lisa Sabino               | 6:2, 6:0      |
| 2018 | $15.000   | Sand (Halle)    | Anastasia Grymalska | Anastasia Piangerelli     | 6:1, 6:2      |
| 2019 | W25       | Sand            | Arantxa Rus         | Nika Radišić              | 4:6, 6:4, 6:1 |
| 2020 | W15       | Sand            | Zheng Qinwen        | Mira Antonitsch           | 6:1, 6:0      |
| 2021 | W15       | Sand            | Mana Kawamura       | Veronika Erjavec          | 7:65, 7:5     |
| 2022 | W60       | Sand            | Panna Udvardy       | Elina Awanessjan          | 6:2, 6:0      |
| 2023 | W60       | Sand            | Veronika Erjavec    | Alexandra Cadanțu-Ignatik | 6:3, 6:4      |
| 2024 | W75       | Sand            | Anouk Koevermans    | Lucija Ćirić Bagarić      | 7:64, 6:2     |

### Doppel
| Jahr | Kategorie | Siegerinnen                               | Finalgegnerinnen                     | Ergebnis         |
| ---- | --------- | ----------------------------------------- | ------------------------------------ | ---------------- |
| 2016 | $10.000   | Laura-Ioana Andrei Anastasia Zarycká      | Nina Stadler Caroline Werner         | 6:0, 7:63        |
| 2017 | $15.000   | Federica Di Sarra Michele Alexandra Zmău  | Lucia Bronzetti Ludmilla Samsonova   | 6:2, 1:6, [10:8] |
| 2018 | $15.000   | Lucia Bronzetti Anastasia Grymalska       | Verena Hofer Maria Vittoria Viviani  | 7:5, 7:5         |
| 2019 | W25       | Veronika Erjavec Nika Radišić             | Martina Caregaro Lisa Sabino         | 6:3, 7:5         |
| 2020 | W15       | Martina Colmegna Federica Di Sarra        | Angelica Moratelli Nika Radišić      | 6:2, 7:67        |
| 2021 | W15       | Martina Colmegna Amy Zhu                  | Nefisa Berberović Veronika Erjavec   | 6:4, 6:3         |
| 2022 | W60       | Angelica Moratelli Eva Vedder             | Yuliana Lizarazo Aurora Zantedeschi  | 6:3, 6:2         |
| 2023 | W60       | Angelica Moratelli Camilla Rosatello      | Isabelle Haverlag Eva Vedder         | 0:6, 6:2, [10:5] |
| 2024 | W75       | Yvonne Cavalle-Reimers Aurora Zantedeschi | Nuria Brancaccio Leyre Romero Gormaz | 7:5, 2:6, [10:5] |

## Quelle
- ITF Homepage